# Chungju
Chungju (en coreà 충주시, pronunciat: [ʨ ʰ uŋ.ʥu]) és una ciutat coreana de 211.075 habitants de la província de Chungcheong del Nord.
Es localitza al centre de Corea del Sud, envoltada de muntanyes. Va ser la capital de la província fins al 1908.